# Erster Kreuzzug
Nicäa – Doryläum – Antiochia – Jerusalem – Askalon
Der Erste Kreuzzug war ein christlicher Kriegszug zur Eroberung Palästinas, zu dem Papst Urban II. im Jahre 1095 aufgerufen hatte. Das ursprüngliche Ziel war die Unterstützung des Byzantinischen Reiches gegen Seldschuken. Der Kreuzzug begann 1096 zum einen als bewaffnete Pilgerfahrt von Laien, zum anderen als Zug mehrerer Ritterheere aus Frankreich, Deutschland und Italien. Er endete 1099 mit der Einnahme Jerusalems durch ein Kreuzritterheer.

## Ursachen und Anlass

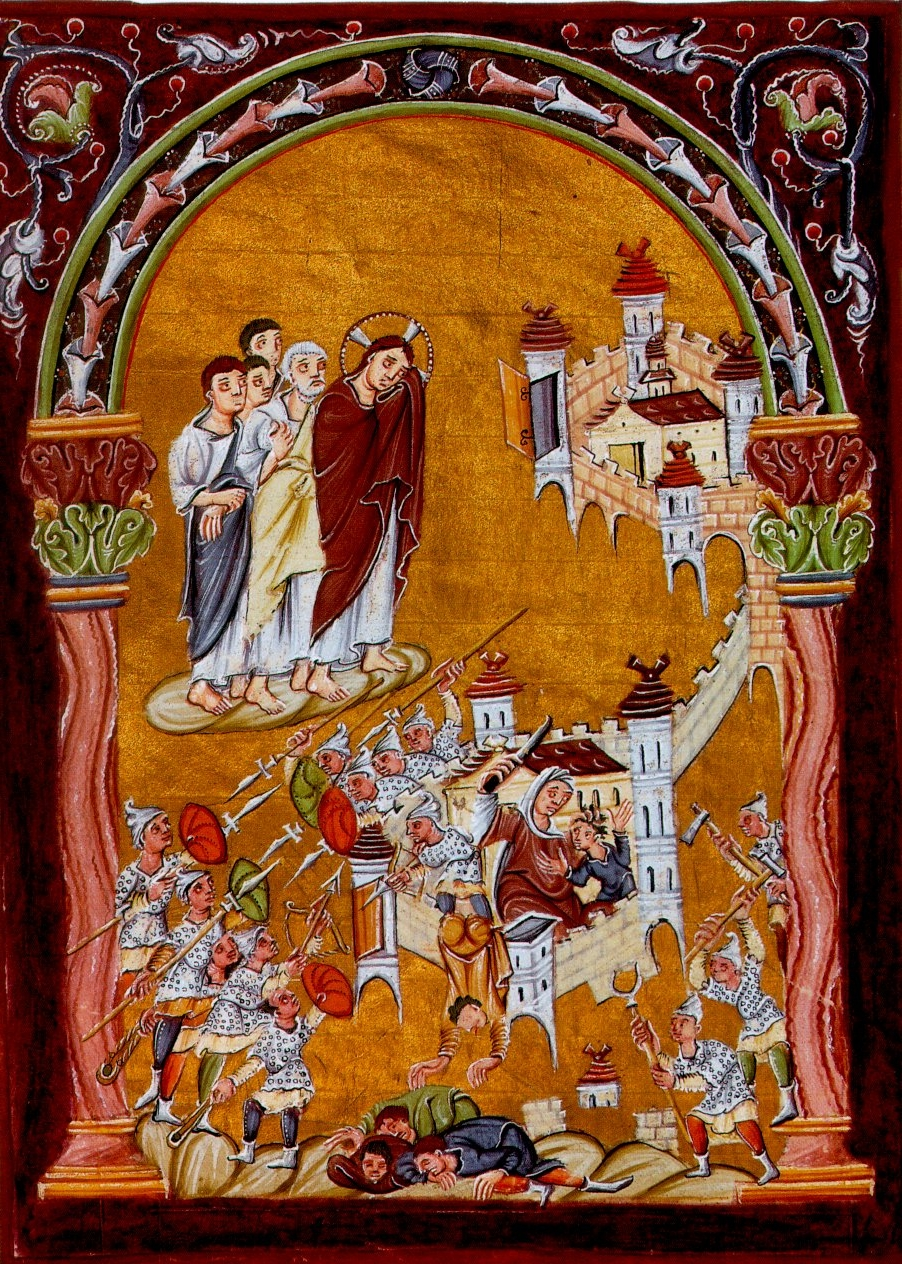
Oben: Jerusalem mit offenen Toren. Unten: Jerusalem wird von Heiden belagert und erobert, von Jesus beweint. Aus dem Evangeliar Ottos III. um 1000

Palästina war Teil des Oströmischen Reichs, bis es 637 von den Arabern eingenommen wurde (siehe islamische Expansion). Papst Gregor VII. plante, sich im Jahr 1074 an die Spitze eines Kriegszuges zur Eroberung Jerusalems zu setzen, um die Wirkungsstätten Christi wieder dem christlichen Abendland zurückzugewinnen. Die Wirren des Investiturstreits verhinderten die Umsetzung dieses Vorhabens.
Der byzantinische (oströmische) Kaiser Alexios I. Komnenos richtete wenige Jahre später Hilfegesuche an das lateinische Europa, da türkische Seldschuken sein Reich immer stärker bedrohten. Sie eroberten nach der gegen Byzanz gewonnenen Schlacht von Manzikert im Jahre 1071 Anatolien und Antiochia. Das von inneren und äußeren Krisen geschüttelte Byzanz sah keine andere Möglichkeit einer Rückeroberung. Um westeuropäische Heere und die Kirche zu mobilisieren, übertrieben und dramatisierten byzantinische Gesandte in Berichten die Entweihung der heiligen Stätten und die Lage der im Heiligen Land lebenden Christen. Es gab auch abseits der byzantinischen Propaganda christliche Berichte über Gräueltaten der islamischen Machthaber gegen die christliche Bevölkerung des Heiligen Landes und die Verwüstung christlicher Stätten, beispielsweise der Grabeskirche 1009 in Jerusalem. Auch der aus Aleppo stammende muslimische Chronist al-Azimi erwähnte muslimische Übergriffe auf Pilger. Dies verwehrte den Zugang zu den heiligen Stätten. Zwar wurden während der abbasidischen und später der fatimidischen Herrschaft über Palästina ansässige Christen und Pilger aus Europa weiter geduldet, doch um 1073 verloren die Fatimiden Jerusalem an die weniger toleranten Seldschuken. Damit begannen Ausschreitungen gegen die christliche Bevölkerung, nachdem das Land schon durch die Kriege in Mitleidenschaft gezogen war. 1098 entriss Wesir al-Afdal Schahanschah den Ortoqiden, die als Statthalter eingesetzt waren, wieder die Kontrolle über das Land. Der spätere Kreuzzugsteilnehmer und Prediger Peter der Einsiedler war auf einer früheren Pilgerfahrt nach Jerusalem von Türken misshandelt und zur Umkehr gezwungen worden. Gleichzeitig bot Alexios I. eine Vereinigung der römisch-katholischen mit der orthodoxen Ostkirche an.
Vom 18. bis 28. November 1095 fand unter Vorsitz von Papst Urban II. eine Synode in der Kathedrale der französischen Stadt Clermont statt. Neben 182 Kardinälen, Bischöfen und Äbten aus Italien, Spanien und Frankreich war auch eine byzantinische Gesandtschaft angereist. Im Vorfeld wurde verbreitet, dass der Papst ein Ereignis von großer Bedeutung für die Christenheit verkünde. Chronisten überliefern, Tausende seien zusammengeströmt, so dass die Verkündung nicht in der Kathedrale, sondern vor dem Osttor der Stadt stattfand.
Als der Papst am 27. November 1095 vor die erwartungsvolle Menge trat, hielt er eine stark dramatisierende Rede von den Leiden der Christenheit im Osten und der Notwendigkeit der Befreiung der heiligen Stätten, die Chronisten zufolge, die abweichende Fassungen vom Wortlaut überlieferten, von der Menge begeistert aufgenommen wurde. Dies ist jedoch zu bezweifeln, sprach Urban doch in Latein, was wohl nur die wenigsten verstanden hätten. Angeblich wurde bereits zu diesem Zeitpunkt das spätere Motto der Kreuzzüge – Deus lo vult! („Gott will es!“) – geprägt. Adhemar de Monteil, Bischof von Le Puy, der später zum Führer des Zugs ernannt wurde, kniete in einem zuvor besprochenen Auftritt unmittelbar nach dem Ende der Rede vor Urban II. nieder und bat als Erster um die Erlaubnis, ziehen zu dürfen. Viele andere sollen sich ihm angeschlossen haben. Danach hielt Papst Urban II. noch in Tours und Rouen Synoden ab, die den Aufruf verbreiteten. Ein Übriges taten über das Land gesandte Wanderprediger, die dafür sorgten, dass viele einfache Menschen, Abenteurer, Verbrecher und Bauern in den Krieg zogen. Den Kampfwilligen wurde Ablass für ihre Sünden zugesagt.
Unter dem Motto Gott will es! wurde allen, die dem Ruf folgten, nie verwelkender Ruhm im Himmelreich versprochen.
Hinter dem sorgfältig und langfristig geplanten päpstlichen Aufruf zum Kreuzzug verbarg sich mehr als nur die angestrebte Rückeroberung des Heiligen Landes und eine Befreiung dort unterdrückter und teilweise unter Gräueltaten durch Muslime leidender Christen. Er war ein geschickt initiiertes machtpolitisches Instrument im zersplitterten und von Machtkämpfen erschütterten Europa. Einerseits strebte Urban II. die Wiedervereinigung mit der byzantinisch geführten Ostkirche an, andererseits konnte er die Kirche als zielgebende Ordnungsmacht in Mitteleuropa etablieren. Dieses war nach dem Ende des Karolinger-Reiches in sich befehdende adlige Einflussgebiete zerfallen, wobei häufig auch Kirchen und Klöster geplündert wurden.
Die Gelegenheit für diesen Aufruf war günstig. Das 11. Jahrhundert war geprägt von starker Religiosität in der Bevölkerung und Angst vor dem drohenden Ende der Welt. Wallfahrten und Pilgerzüge zum heiligen Grab, als Möglichkeit der Buße und für den Sündenablass, erlebten einen großen Aufschwung, wobei auch als starker Antrieb mitspielte, die heiligsten christlichen Stätten zurückzuerobern. Zudem erbten vor allem im niederen Adel vieler Regionen Europas viele Söhne nichts oder nur sehr geringe Besitzungen. Diese hatten großes Interesse an einem Kriegszug zum Erwerb von Schätzen und Ländereien.
Der Aufruf zum Kreuzzug war zumindest teilweise von Erfolg gekrönt. Urban II. einte erstmals die lange in Streitereien untereinander verstrickten französischen Adligen und gab ihnen mit dem Ziel eines gerechten Kampfes im Dienste der christlichen Sache eine ideelle Grundlage, die zugleich den Suprematieanspruch seines Amtes stärkte: Der vor dem Aufruf geforderte Gottesfrieden, der die Begrenzung der noch ausstehenden Fehden zwischen den Adligen brachte, bestärkte zugleich die Autorität der hier eingreifenden Kirche und stellte ein wesentliches Ereignis in der Entwicklung der machtpolitischen Rolle der Kirche und des Papsttums in der mittelalterlichen Geschichte Europas dar.
Die angestrebte Vereinigung mit der Ostkirche blieb indes aufgrund zu großer machtpolitischer Differenzen aus.

## Verlauf

### Volkskreuzzug

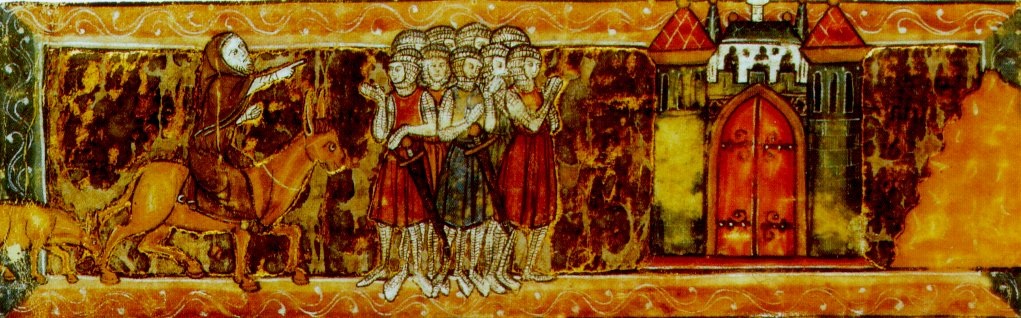
Peter der Eremit zeigt den Kreuzfahrern Jerusalem. Französische Darstellung um 1270

Durch die Kreuzzugspredigt des Papstes veranlasst, brach im Frühjahr 1096 eine unorganisierte Volksmasse in Richtung Palästina auf. Dieses Kreuzfahrerheer bestand in erster Linie aus einfachen Menschen, Bauern und ihren Familien, weshalb man auch vom Volkskreuzzug spricht. Allerdings waren auch niedriger Adel und einzelne Ritter unter den Kreuzfahrern. Geführt wurde der Zug von Predigern wie Peter von Amiens. Seine ersten Opfer fand dieser voreilige Kreuzzug bereits in Ostfrankreich und im Rheinland (Köln, Mainz, Worms), wo es zu blutigen Judenverfolgungen kam. Die Bezeichnung Gezerot Tatnu, hebräisch גזירות תתנ“ו, geht auf Salomo bar Simon zurück und wurde von Elieser ben Nathan rezipiert. Chronisten heben den selbst für damalige Verhältnisse besonders grausamen Charakter dieser Pogrome hervor. Auch auf dem Balkan, bei Belgrad und Niš, kam es zu Ausschreitungen und Plünderungen, wobei die Kreuzfahrer erstmals auf stärkeren Widerstand stießen. Dabei folgten die Kreuzritter der Via Militaris in Richtung Südosten. Nachdem die Kreuzfahrer im August Konstantinopel erreicht hatten, ließ der um seine Hauptstadt besorgte Kaiser Alexios I. sie so schnell wie möglich über den Bosporus befördern. In Kleinasien trafen sie im Oktober 1096 bei Nicäa auf Truppen der Rum-Seldschuken, die große Teile des undisziplinierten Kreuzheeres vernichteten. Die Überlebenden, darunter auch Peter von Amiens, kehrten nach Konstantinopel zurück, um auf die nachfolgenden Kreuzfahrer zu warten.

### Aufstellung und Aufbruch des Kreuzritterheeres

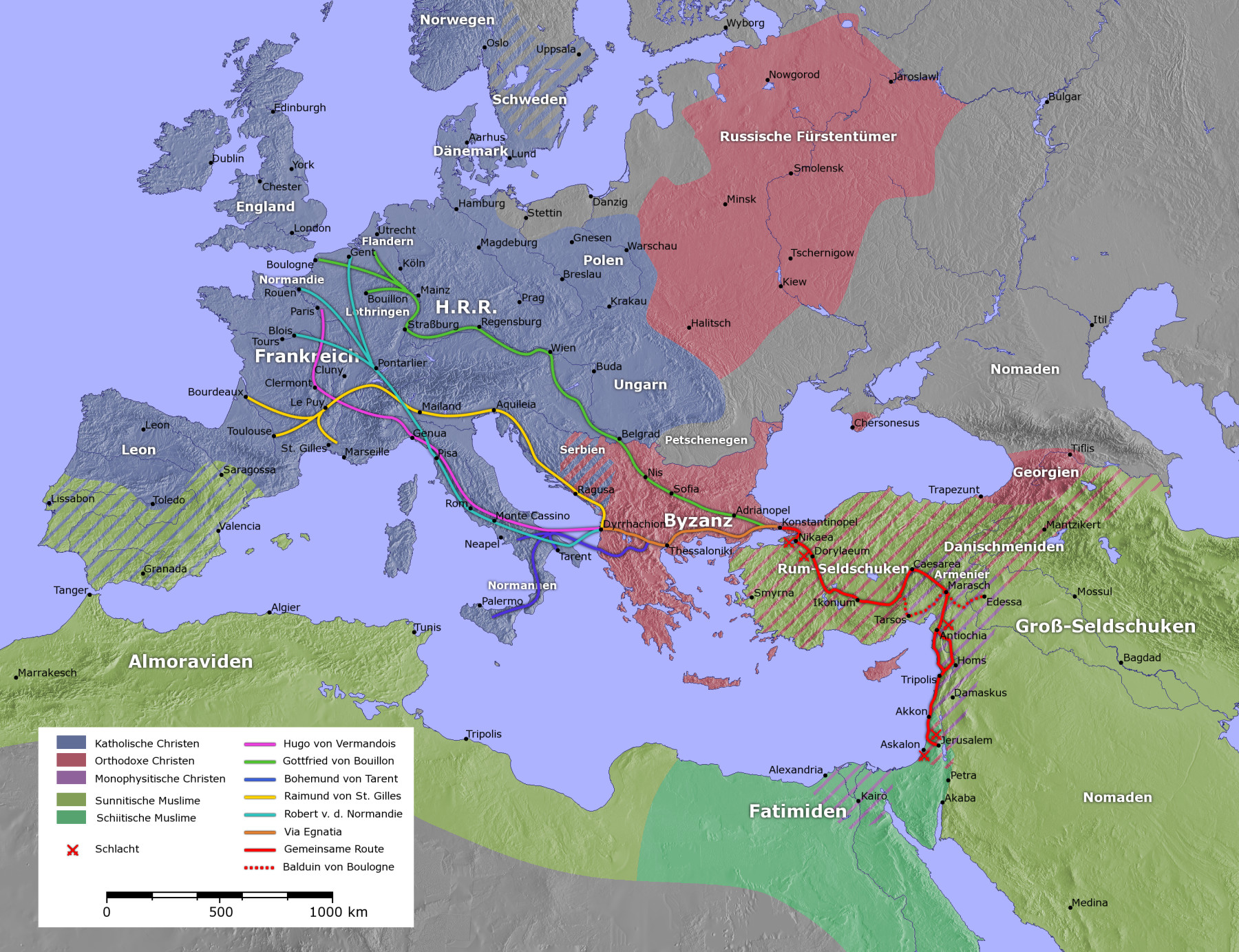
Der Verlauf des Ersten Kreuzzuges

Im selben Jahr formierte sich ein deutlich besser organisiertes und für damalige Verhältnisse sehr großes Kreuzfahrerheer, das in erster Linie aus Franzosen, französischen und süditalienischen Normannen, Flamen und Lothringern bestand. Anführer waren Robert von der Normandie, Gottfried von Bouillon, Bohemund von Tarent, Raimund IV. von Toulouse, Balduin von Boulogne, Robert von Flandern, Hugo von Vermandois und weitere Angehörige des französischen und normannischen Adels. Päpstlicher Kreuzzugslegat war Adhemar de Monteil, Bischof von Le Puy. Man konnte sich nicht auf einen Oberbefehlshaber einigen, was im Verlaufe des Kreuzzuges zu diversen Konflikten führen sollte. Der deutsche König Heinrich IV. und der französische König Philipp I. nahmen nicht an dem Ersten Kreuzzug teil, da damals beide mit dem Kirchenbann belegt waren.
Das Kreuzritterheer brach in mehreren Zügen auf und vereinigte sich in Konstantinopel, wo die ersten von ihnen im November 1096, die letzten im April 1097 eintrafen. Nach neueren Schätzungen belief sich die Größe des Heeres auf rund 7000 Ritter und adlige Herren sowie ein 22.000 Mann starkes Fußvolk. Einschließlich Unbewaffneter umfasste das Gesamtheer rund 50.000 bis 60.000 Menschen. Die Anzahl der Pferde und Saumtiere wird auf 50.000 geschätzt. Kaiser Alexios I. brachte den Kreuzfahrern großes Misstrauen entgegen, da unter ihnen viele süditalienische Normannen waren – diese hatten diverse Kriegszüge gegen das Byzantinische Reich unternommen. Zudem befürchtete Alexios, dass die Kreuzritter ehemals byzantinisches Territorium für sich beanspruchen würden. Deshalb brachte er die Anführer des Kreuzzuges dazu, ihm den Lehnseid zu schwören, damit alle Gebiete, die sie von den Muslimen erobern sollten, unter seine Oberhoheit geraten. Alexios ließ die Teilheere der Kreuzfahrer schnell über den Bosporus nach Kleinasien verschiffen, wo sie auf die anderen warteten.

### Zug durch Kleinasien

Anatolien zur Zeit der Belagerung Nicäas

Das vereinte Heer setzte nun den Marsch durch Kleinasien fort, wo es schnell zu Kämpfen mit den Rum-Seldschuken kam. Ab Mai belagerten sie deren Hauptstadt Nicäa. Sultan Kilidsch Arslan I. befand sich zu dieser Zeit auf einem Feldzug gegen die Danischmenden in Zentralanatolien und hatte seine Schatzkammer und seine Familie zurückgelassen, da er die Stärke dieser neuen Kreuzfahrer unterschätzte. Am 21. Mai schlugen sie ein zu Hilfe geeiltes rum-seldschukisches Entsatzheer unter Kilidsch Arslan I. Während die Kreuzritter die Stadt belagerten, traf eine kleine Abteilung der Byzantiner ein und verständigte sich mit den Einwohnern Nicäas. Am 19. Juni ergab sich die Stadt den Byzantinern. Dadurch entging den Kreuzfahrern zu ihrer Verärgerung die Beute einer Plünderung. Ersatzweise erhielten sie reiche Geschenke von Kaiser Alexios. Auf dem Weitermarsch trafen die Kreuzfahrer am 1. Juli auf das Heer der Rum-Seldschuken unter Kilidsch Arslan I. und schlugen es in der Schlacht von Doryläum entscheidend. Damit war der Weg durch Kleinasien frei.
In Kilikien eskalierten die Spannungen unter den Anführern des Kreuzzuges: Balduin von Boulogne und seine Gefolgsleute verließen das Heer und begaben sich nach Edessa. Dort errichtete Balduin im Jahre 1098 unter Bruch des Lehnseides gegenüber Alexios die Grafschaft Edessa, den ersten Kreuzfahrerstaat.

### Kampf um Antiochia

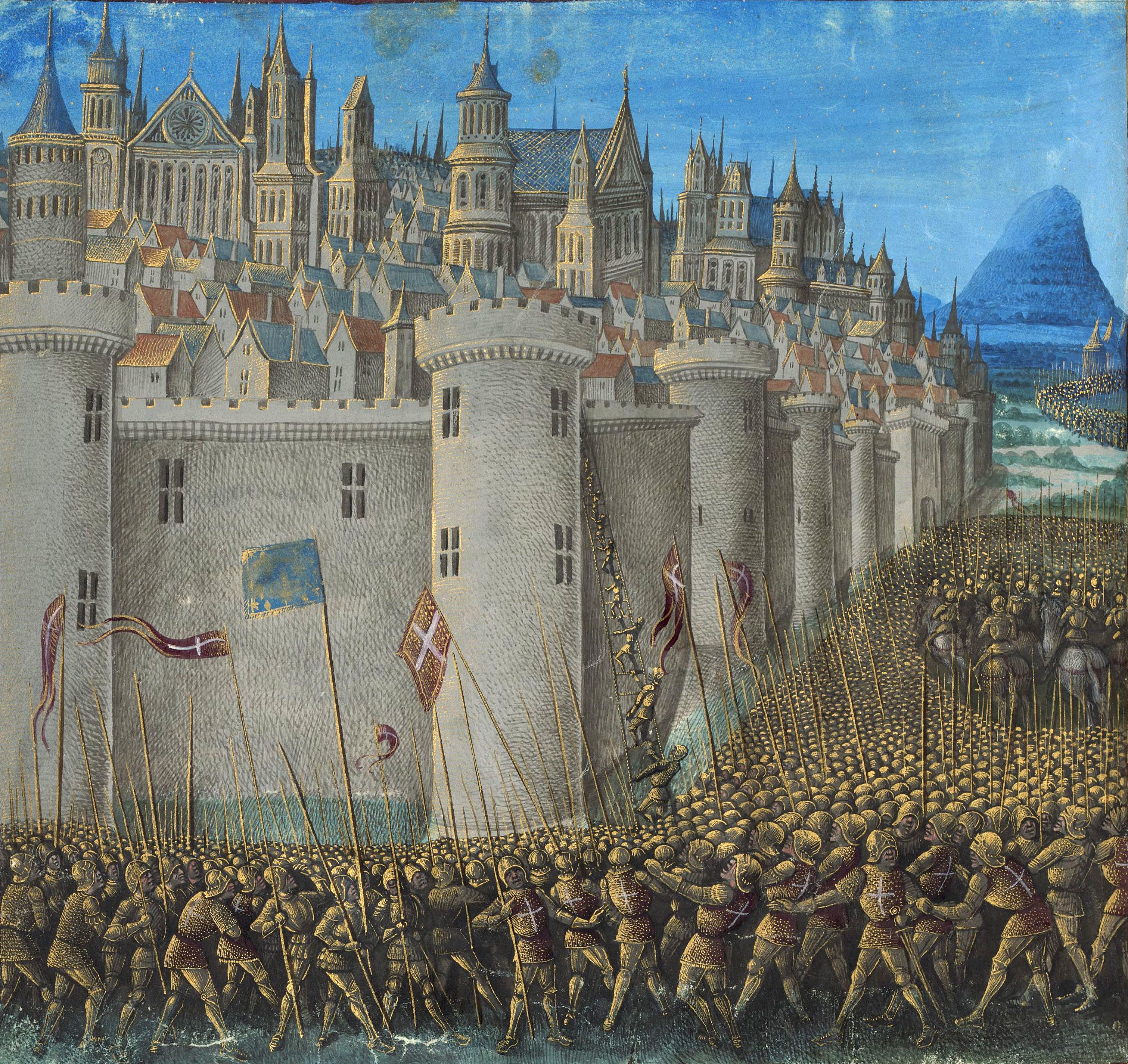
Die Belagerung von Antiochia

Das restliche Kreuzfahrerheer, das ebenfalls kleinasiatische Städte erobert und für sich beansprucht hatte, zog südwärts nach Syrien. Ab dem Oktober 1097 begann es mit der Belagerung von Antiochia. Die Nahrungsversorgung während der siebenmonatigen Belagerung war völlig unzureichend, viele Kreuzzügler verhungerten oder desertierten.
Die Stadt wurde erst im Juni 1098 durch Verrat eingenommen und alle nicht-christlichen Einwohner umgebracht. Die Kreuzfahrer wurden nun selbst belagert, da ein vereintes Entsatzheer der Emire von Mossul, Aleppo und Damaskus mit einer Stärke von 200.000 Mann nur fünf Tage später eintraf. Auf Seiten der Kreuzfahrer befanden sich zu diesem Zeitpunkt (inklusive Nichtkämpfender) lediglich 20.000 Personen. Erschwerend kam hinzu, dass es in ganz Antiochia als Folge der Belagerung keine Nahrungsmittel mehr gab. In dieser verzweifelten Situation riefen sie eine dreiwöchige Fastenzeit aus. Währenddessen verbreitete Bohemund von Tarent das Gerücht um die Heilige Lanze. Ein Mönch namens Peter Bartholomäus soll eine Vision gehabt haben, in der ihm der heilige Andreas erschien und ihm den wahren Aufenthaltsort der Heiligen Lanze zeigte. Zunächst wurde diese Aussage angezweifelt. Als auch ein Pfarrer eine ebensolche Vision hatte, waren die Zweifel überwunden. Bei Grabungen stieß man tatsächlich auf eine Lanze, die als Heilige Lanze betrachtet wurde. Durch den Fund motiviert, stellten sich die Kreuzfahrer dem muslimischen Entsatzheer zum Kampf. Die Belagerer, in deren Reihen es zu inneren Streitigkeiten gekommen war, wurden trotz ihrer massiven Übermacht nach kurzem Kampf besiegt und in die Flucht geschlagen. Bohemund von Tarent ernannte sich nun zum Fürsten von Antiochia, womit er einen weiteren Kreuzfahrerstaat gründete und dabei ebenfalls den Lehnseid gegenüber dem byzantinischen Kaiser brach. Er beendete seine Teilnahme am Kreuzzug vorzeitig und ging dazu über, die Herrschaft in seinem Fürstentum auszubauen. An seiner Stelle zog sein Neffe Tankred weiter Richtung Jerusalem.
Nach gelungener Verteidigung der Stadt besserte sich die Nahrungsversorgung nicht. Hinzu kamen Seuchen unter den ausgehungerten Kreuzfahrern, denen auch Adhemar de Monteil erlag. So plünderten die Kreuzfahrer auf der Suche nach Nahrung das weitere Umland. Dabei kam es im Dezember 1098 bei der Eroberung der Stadt Maarat an-Numan zu Kannibalismus; Radulf von Caen berichtete:

„In Maara kochten unsere Leute die erwachsenen Heiden in Kesseln, zogen die Kinder auf Spieße und aßen sie geröstet.“

Die Berichte über Maara fanden in der arabischen Welt, als Beispiel für die Grausamkeit der als barbarisch empfundenen Invasoren, weite Verbreitung. Noch heute ist in arabischen Volksliedern von „Menschenfressern“ die Rede, wenn Franken gemeint sind.

### Zug durch Palästina
Während Adhemar de Monteil verstorben war und Bohemund von Tarent in Antiochia blieb, führte nun Raimund von Toulouse den Kreuzzug an. Am 13. Januar 1099 brach er mit dem verbliebenen Kreuzfahrerheer, das noch rund 14.000 kampffähige Männer umfasste, darunter rund 1500 Ritter, in Richtung Jerusalem auf. Die meisten Städte, an denen sie vorüberkamen, boten ihnen Nahrungsmittel an und ließen sie schnell durchziehen. Raimund beabsichtigte wohl, sich als Gegengewicht zu Bohemund in Antiochia ein Herrschaftsgebiet um Tripolis zu errichten. So ließ er im Februar 1099 die Burg Arqa nahe Tripolis belagern. Auf Drängen vieler Kreuzfahrer, die ungeduldig waren, Jerusalem zu erreichen, brach man die Belagerung am 13. Mai erfolglos ab und zog an der Mittelmeerküste südwärts. Dabei brachten die Kreuzritter mehrere Hafenstädte, so auch Jaffa, unter ihre Kontrolle, von wo sie über Ramla ins Landesinnere weiterzogen.

### Eroberung Jerusalems

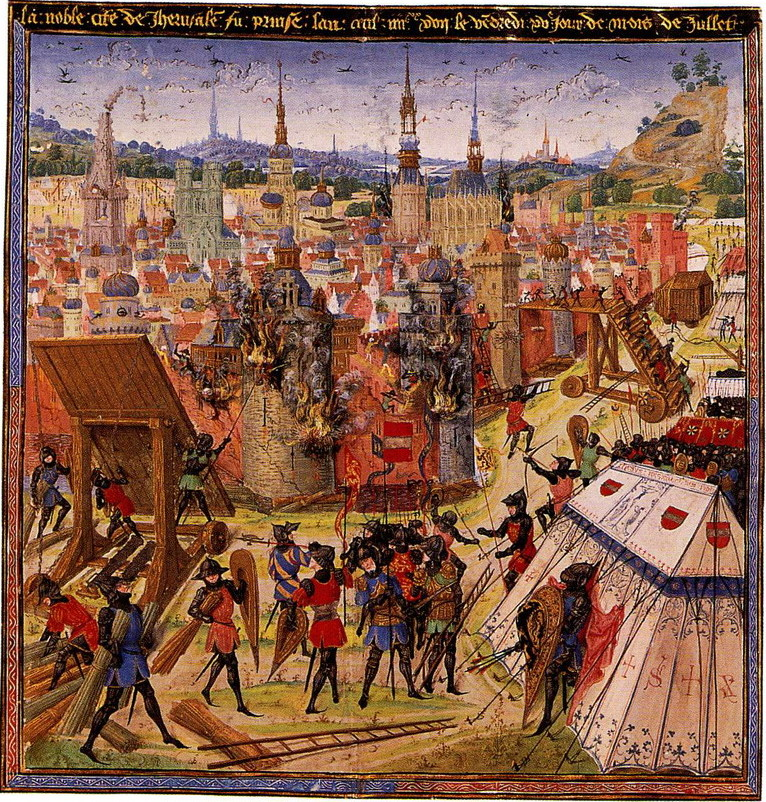
Die Belagerung Jerusalems 1099, spätmittelalterliche Miniatur

Anfang Juni 1099 erreichten die Kreuzfahrer Jerusalem, das sich seit 1098 unter der Herrschaft der ägyptischen Fatimiden befand. Hier sahen sie sich mit Nahrungs- und vor allem Wassermangel konfrontiert. Die große Hitze und Seuchen demoralisierten die Angreifer. Hinzu kamen regelmäßige Ausfälle der Verteidiger, die auch alle Christen aus Jerusalem vertrieben, die nun mit den Belagerern in der lebensfeindlichen Landschaft vor den Stadtmauern ausharren mussten. Die Verteidiger hatten alle Brunnen vor der Stadt zuschütten und sämtliche Bäume fällen lassen, um die Belagerung zu erschweren. Aus einer entfernten Quelle herangeschafftes Wasser wies eine schlechte Qualität auf. Viele Kreuzfahrer erlagen den Strapazen oder verließen das Lager, um allein in die Heimat zurückzukehren.
Die Stadtmauern waren ohne Belagerungsmaschinen nicht zu überwinden, so dass ein Angriff sinnlos erschien. Dennoch entschieden sich die Anführer des Kreuzfahrerheers, die Stadt bereits am 13. Juni 1099 anzugreifen. Der Angriff ohne Hilfsmittel scheiterte trotz unermüdlichen Anrennens und der vorübergehenden Eroberung der nördlichen Befestigungsanlagen.
Nach einiger Suche wurde Bauholz aus dem entfernten Samaria beschafft. Damit erbaute man Belagerungstürme, Rammen und Katapulte, mit deren Hilfe die Kreuzfahrer nach einem fünfwöchigen, verlustreichen Kampf am 15. Juli 1099 die Stadt einnahmen.
Christliche und muslimische Chronisten berichten von einem grausamen Massaker, dem neben der muslimischen und jüdischen Bevölkerung auch die in Jerusalem verbliebenen koptischen und syrischen Christen zum Opfer fielen. Muslimische Quellen gingen von 70.000 Toten aus, christliche Schätzungen von 10.000 Toten. Die hohen Zahlen wurden von der jüngeren Forschung widerlegt. Auf Basis einer hebräischen Quelle wird nunmehr von 3000 Opfern bei der Einnahme Jerusalems ausgegangen, bei der auch viele Gefangene gemacht wurden. Damit liegt nahe, dass im Mittelalter die Vorstellung von der Brutalität der Kreuzfahrer auf beiden Seiten des Konflikts ein Gegenstand von Übertreibung gewesen sein mag.
Gottfried von Bouillon lehnte es ab, sich zum König von Jerusalem krönen zu lassen, weil er sich nicht in der Stadt zum König krönen lassen wollte, in der Jesus Christus die Dornenkrone getragen hatte. Er wurde daher zum advocatus sancti sepulchri („Beschützer des Heiligen Grabes“) ernannt und Regent des neu errichteten Königreichs Jerusalem. Unter seiner Führung wurde ein Fatimiden-Heer in der Schlacht von Askalon geschlagen. Damit endete der erste Kreuzzug. Als Gottfried bereits im Jahre 1100 verstarb, nahm sein Bruder Balduin von Boulogne den Titel des Königs von Jerusalem an und überließ die Grafschaft Edessa seinem Vetter Balduin von Bourcq. Raimund IV. von Toulouse errichtete im Jahre 1109 an der syrischen Küste die Grafschaft Tripolis, den vierten Kreuzfahrerstaat.

## Folgen

Die Kreuzfahrerstaaten nach dem ersten Kreuzzug

Der Erste Kreuzzug führte zur Errichtung mehrerer Kreuzfahrerstaaten, die sich gegenseitig durch Streitigkeiten schwächten, während sich die zuvor uneinigen Muslime zusammenschlossen. Da die Kreuzfahrer mehrere Küstenstädte des östlichen Mittelmeeres eroberten, erlebte der Orienthandel einen gewaltigen Aufschwung, von dem vor allem italienische Hafenstädte wie Genua und Venedig profitierten. Der Kontakt mit der byzantinischen und der arabischen Welt führte zu einer kulturellen Weiterentwicklung des Abendlandes. Der wiederholte Vertrauensbruch der Anführer der Kreuzfahrer gegenüber dem byzantinischen Kaiser legte den Grundstein für weitere Konflikte, zudem sollte der Kreuzzug die weiteren Auseinandersetzungen mit der islamischen Welt prägen. Der Beginn der Kreuzzüge leitete außerdem die allmähliche Herausbildung gemeinsamer ritterlicher Ideale in Westeuropa ein, die stärker als zuvor von christlichen Vorstellungen geprägt waren.
Danach folgte der Kreuzzug von 1101.
Nach Meinung des libanesisch-französischen Journalisten Amin Maalouf haben insbesondere die Vorfälle bei der Eroberung der Stadt Ma’arrat al-Numan (nahe Antiochia) „auch mit einem Abstand von fast tausend Jahren, ein nachhaltiges Trauma im kollektiven Gedächtnis der muslimischen Welt hinterlassen. Die Fassungslosigkeit und das Entsetzen einer hochzivilisierten Gesellschaft angesichts der ‚barbarischen Invasoren‘ aus dem Abendland, die auch vor kannibalistischen Exzessen nicht zurückschreckten, spiegele sich in nahezu allen arabischen Chroniken und Berichten aus der Zeit zwischen 1096 und 1291 wider.“
Dem widerspricht der Historiker Thomas Asbridge. So spielten die Kreuzzüge in der muslimischen Welt jahrhundertelang keine Rolle. Erst Mitte des 19. Jahrhunderts kamen erste Anzeichen von Interesse daran auf. Auch wurden die Ereignisse zunächst nicht religiös, sondern als Krieg gegen die Franken (Ifranji) gedeutet. Erst um 1865 wurde in Übersetzungen französischer Geschichtsbücher erstmals der Begriff al-hurub al-Salabiyya (die „Kreuz-Kriege“) verwendet. Danach stieg das Interesse der muslimischen Welt an den Kreuzzügen langsam an. Nach Asbridge markierte erst die Gründung Israels im Jahr 1948 den Umschlagpunkt zur intensiven Beschäftigung mit den Kreuzzügen. In der Folge kam es auch verstärkt zur Instrumentalisierung der Kreuzzüge und einzelner islamischer Persönlichkeiten, insbesondere Saladins, durch nahöstliche Despoten wie Hafiz al-Assad und Saddam Hussein.

## Einzelbelege
1. ↑  Rodney Stark: Gottes Krieger. Die Kreuzzüge in neuem Licht. 3. Auflage. Berlin 2015, S. 196.
2. ↑  Vgl. Stark 2015, S. 225.
3. ↑  Stark 2015, S. 197.
4. ↑  al-Azimi: La chronique abrégée d’al-'Azîmî, années 518–538 / 1124–1144. In: Revue des Études Islamiques. 1991, S. 110.
5. ↑  Steven Runciman: Geschichte der Kreuzzüge. Beck, München 2001, ISBN 3-406-39960-6, S. 111.
6. ↑  Georg Strack: The Sermon of Urban II in Clermont and the Tradition of Papal Oratory. In: Medieval Sermon Studies. Band 56, 2012, S. 30–45, hier S. 35.
7. ↑  Quntres gezerot tatnu. In: Geschichtsquellen des deutschen Mittelalters. Bayerische Akademie der Wissenschaften, abgerufen am 11. Dezember 2022.
8. ↑  Stephan Quensel: Ketzer, Kreuzzüge, Inquisition: Die Vernichtung der Katharer. Springer, Wiesbaden 2016, ISBN 978-3-658-15137-9, S. 60.
9. ↑  Hans Eberhard Mayer: Geschichte der Kreuzzüge. 5. Auflage. Kohlhammer, Stuttgart 1980, ISBN 3-17-005744-8, S. 55 f.
10. ↑  Edward Gibbon: The History of the Decline and Fall of the Roman Empire. Band 2, S. 337.
11. ↑  Thomas S. Asbridge: Die Kreuzzüge. 7. Auflage. Klett-Cotta, 2016, S. 94.
12. ↑  Zitiert bei Amin Maalouf: Der Heilige Krieg der Barbaren. Die Kreuzzüge aus der Sicht der Araber. München 1996, S. 53.
13. ↑  Vgl. Amin Maalouf: Der Heilige Krieg der Barbaren. Die Kreuzzüge aus der Sicht der Araber. München 1996, S. 52–55.
14. ↑  Gerd Althoff: Papst Urban II. und das Massaker von Jerusalem. Zur Legitimation der Gewalt gegen ,Ungläubige‘. In: Regina Grundmann, Assaad Elias Kattan (Hrsg.): Jenseits der Tradition? Tradition und Traditionskritik in Judentum, Christentum und Islam. De Gruyter, Berlin/München/Boston 2015, S. 131–132 (degruyter.com).
15. ↑  Thomas Asbridge: Die Kreuzzüge. 7. Auflage. Klett-Cotta, 2016, ISBN 978-3-608-94921-6, S. 117 (google.at).
16. ↑  Amin Maalouf: Der Heilige Krieg der Barbaren. Die Kreuzzüge aus Sicht der Araber. Schutzumschlag der Ausgabe des Diedrichs Verlag München 1996, ISBN 3-424-01250-5.
17. ↑  Thomas Asbridge: Die Kreuzzüge. 7. Auflage. Klett-Cotta, Stuttgart 2016, ISBN 978-3-608-94921-6, S. 723.